# Erick Alejandro Rivera
Erick Alejandro Rivera  (Santa Tecla, El Salvador; 10 de octubre de 1989) fue un futbolista salvadoreño que jugaba como delantero.El 10 de enero de 2022 Fifa lo suspende por uso de sustancias ilícitas, tomado en el partido eliminatoria concacaf contra Canadá rumbo a Catar 2022.

## Trayectoria

### Aurora
A inicios de 2020 decidió dejar Santa Tecla y el 6 de enero fue contratado por el club boliviano Aurora. Hizo su debut el 22 de enero en la victoria 4:0 sobre Real Potosí, marcaría su primer gol el 30 de enero en su tercer partido en el clásico cochabambino ante Jorge Wilstermann encaminando la victoria a su equipo 2:1. Posteriormente el campeonato fue suspendido debido a la pandemia del COVID-19. Luego de mostrar un buen rendimiento con los Guerreros Celestes el 10 de junio firmó una extensión de un año en su contrato.
Finalmente el torneo se volvió a reanudar en noviembre y el 10 de diciembre marcaría su quinto gol en la victoria 2:1 ante Oriente Petrolero.
El 15 de diciembre Rivera sufrió una ruptura en uno de sus abductores en el partido ante el Bolívar, esta lesión le impidió finalizar el campeonato. En su primera etapa en el fútbol de Bolivia disputó 18 partidos y marcó 5 goles.

## Selección nacional
Fue convocado por el entrenador Carlos de los Cobos a la Selección de El Salvador en agosto de 2020, para afrontar la fase preliminar de las clasificatorias al Mundial de Catar 2022.

## Clubes
Actualizado al último partido jugado el 3 de octubre de 2021.
| Club Deportivo Luis Ángel Firpo · El Salvador       | 1.ª                 | 2013                | 7   | 1  | - | - | 1 | 1 | 8   | 2  |
| Club Deportivo Luis Ángel Firpo · El Salvador       | Total               | Total               | 7   | 1  | 0 | 0 | 1 | 1 | 8   | 2  |
| Santa Tecla Fútbol Club · El Salvador               | 1.ª                 | 2014                | 8   | 0  | - | - | - | - | 8   | 0  |
| Santa Tecla Fútbol Club · El Salvador               | Total               | Total               | 8   | 0  | 0 | 0 | 0 | 0 | 8   | 0  |
| Club Deportivo Juventud Independiente · El Salvador | 1.ª                 | 2014-15             | 9   | 0  | - | - | - | - | 9   | 0  |
| Club Deportivo Juventud Independiente · El Salvador | 1.ª                 | 2015                | 15  | 3  | - | - | - | - | 15  | 3  |
| Club Deportivo Juventud Independiente · El Salvador | Total               | Total               | 24  | 3  | 0 | 0 | 0 | 0 | 24  | 3  |
| Club Deportivo FAS · El Salvador                    | 1.ª                 | 2016                | 9   | 0  | - | - | - | - | 9   | 0  |
| Club Deportivo FAS · El Salvador                    | Total               | Total               | 9   | 0  | 0 | 0 | 0 | 0 | 9   | 0  |
| Club Social y Deportivo Suchitepéquez · Guatemala   | 1.ª                 | 2016-17             |     |    |   |   |   |   |     |    |
| Club Social y Deportivo Suchitepéquez · Guatemala   | 1.ª                 | 2017-18             | 4   | 0  | - | - | - | - | 4   | 0  |
| Club Social y Deportivo Suchitepéquez · Guatemala   | Total               | Total               | 4   | 0  | 0 | 0 | 0 | 0 | 4   | 0  |
| Club Deportivo Municipal Limeño · El Salvador       | 1.ª                 | 2018                | 20  | 2  | - | - | - | - | 20  | 2  |
| Club Deportivo Municipal Limeño · El Salvador       | Total               | Total               | 20  | 2  | 0 | 0 | 0 | 0 | 20  | 2  |
| Santa Tecla Fútbol Club · El Salvador               | 1.ª                 | 2019                | 20  | 6  | - | - | - | - | 20  | 6  |
| Santa Tecla Fútbol Club · El Salvador               | 1.ª                 | 2019                | 11  | 0  | - | - | 3 | 0 | 14  | 0  |
| Santa Tecla Fútbol Club · El Salvador               | Total               | Total               | 31  | 6  | 0 | 0 | 3 | 0 | 34  | 6  |
| Club Deportivo Aurora · Bolivia                     | 1.ª                 | 2020                | 18  | 5  | - | - | - | - | 18  | 5  |
| Club Deportivo Aurora · Bolivia                     | 1.ª                 | 2021                | 2   | 0  | - | - | - | - | 2   | 0  |
| Club Deportivo Aurora · Bolivia                     | Total               | Total               | 20  | 5  | 0 | 0 | 0 | 0 | 20  | 5  |
| Santa Tecla Fútbol Club · El Salvador               | 1.ª                 | 2021                | 10  | 1  | - | - | - | - | 10  | 1  |
| Santa Tecla Fútbol Club · El Salvador               | Total               | Total               | 10  | 1  | 0 | 0 | 0 | 0 | 10  | 1  |
| Total en su carrera                                 | Total en su carrera | Total en su carrera | 133 | 18 | 0 | 0 | 4 | 1 | 137 | 19 |
| (2) No incluye goles en partidos amistosos.         |                     |                     |     |    |   |   |   |   |     |    |

Segunda División de El Salvador
| Club             | País        | Año         | Partidos | Goles |
| ---------------- | ----------- | ----------- | -------- | ----- |
| C.D. Salvadoreño | El Salvador | 2010 - 2012 | 39       | 7     |
| Total:           | Total:      | Total:      | 39       | 7     |

### Selección nacional
| Selección                                      | Año                 | Partidos | Goles |
| ---------------------------------------------- | ------------------- | -------- | ----- |
| El Salvador                                    |                     |          |       |
| 2021                                           | 5                   | 0        |       |
| Total en su carrera                            | Total en su carrera | 5        | 0     |
| Estadísticas hasta el 9 de septiembre de 2021. |                     |          |       |

## Palmarés

### Campeonatos nacionales
| Título           | Club        | País        | Edición |
| ---------------- | ----------- | ----------- | ------- |
| Copa El Salvador | Santa Tecla | El Salvador | 2018-19 |